# بیمه دریایی
بیمه دریایی (انگلیسی: Marine insurance) نوعی از پوشش بیمه‌ای است که زیان‌ها یا آسیب‌های فیزیکی وارده به کشتی‌ها، بار، پایانه‌ها و هرگونه وسیله حمل و نقل را که اموال از مبدأ تا مقصد نهایی منتقل، خریداری یا نگهداری می‌شوند، پوشش می‌دهد. بیمه بار زیرشاخه‌ای از بیمه دریایی است، اما بیمه دریایی همچنین شامل اموال در معرض خطر در خشکی و دریا (مانند پایانه‌های کانتینری، بنادر، سکوهای نفتی، خطوط لوله)، بدنه کشتی، خسارات دریایی و زیان‌های دریایی می‌شود. لازم است ذکر شود که برای کالاهایی که از طریق پست یا پیک ارسال می‌شوند، به جای بیمه دریایی از بیمه حمل و نقل استفاده می‌شود.

## ریشه‌های باستانی بیمه دریایی
تاریخچه بیمه دریایی به دوران باستان بازمی‌گردد. در قانون حمورابی (حدود ۱۷۹۲–۱۷۵۰ قبل از میلاد) که در ایران کشف شد، قوانینی برای بازپرداخت وام توسط بدهکاران و همچنین مسئولیت نمایندگان کشتیرانی در صورت ضرر یا سرقت (در صورت ارائه سوگندنامه) وجود داشت. این قوانین همچنین به صدور بارنامه و فاکتور توسط حمل‌کننده‌ها و مجازات ادعای خسارت دروغین اشاره می‌کرد. در قرن سوم پس از میلاد، لوکس رودیا (قانون رودس) که در جزیره رودس (حدود ۱۰۰۰ تا ۸۰۰ قبل از میلاد) بنا نهاده شده بود، اصل میانگین عمومی را در بیمه دریایی تدوین کرد که اساس تمامی بیمه‌ها را تشکیل می‌دهد. ابزارهای اولیه کاهش ریسک در قرون وسطی شامل وام‌های دریایی و قراردادهای تجاری بود. قراردادهای بیمه دریایی جداگانه در قرن چهاردهم در نزدیکی جنوا و سایر شهرهای ایتالیا توسعه یافت و به شمال اروپا گسترش یافت. حق بیمه‌ها بر اساس برآورد ریسک متغیر از فصول و دزدان دریایی تعیین می‌شد. قانون مدرن بیمه دریایی از قانون بازرگانی سرچشمه گرفت. در سال ۱۶۰۱، یک اتاق تخصصی بیمه در انگلستان تأسیس شد.
در اواخر قرن هفدهم، با رشد اهمیت لندن به عنوان یک مرکز تجاری، تقاضا برای بیمه دریایی افزایش یافت. در دهه ۱۶۸۰، ادوارد لویدز یک قهوه‌خانه در لندن افتتاح کرد که به زودی به پاتوقی برای مالکان کشتی‌ها، بازرگانان و ناخدایان کشتی‌ها تبدیل شد و به منبعی قابل اعتماد برای آخرین اخبار کشتیرانی بدل گشت. قهوه‌خانه لویدز به اولین بازار بیمه دریایی تبدیل شد و محل ملاقات طرف‌های صنعت کشتیرانی که مایل به بیمه کردن محموله‌ها و کشتی‌ها بودند و کسانی که مایل به پوشش دادن چنین ریسک‌هایی بودند، شد. این آغاز غیررسمی منجر به تأسیس بازار بیمه لویدز لندن و چندین کسب و کار مرتبط با کشتیرانی و بیمه شد. در سال ۱۹۰۶، قانون بیمه دریایی، قوانین عرفی قبلی را کدگذاری کرد و این قانون به عنوان مبنای تقریباً تمام رویه‌های مدرن در بیمه غیرعمر عمل می‌کند.

## قانون بیمه
قانون بیمه دریایی شامل یک فرم استاندارد (معروف به "فرم SG") است که طرفین می‌توانستند از آن استفاده کنند. اما در سال ۱۹۹۱، بازار لندن یک عبارت‌بندی استاندارد جدید به نام "فرم MAR 91" را با استفاده از بندهای انستیتو (Institute Clauses) ارائه کرد. در عمل، سند بیمه‌نامه معمولاً شامل فرم MAR به عنوان پوشش، با بندهای انستیتو که به داخل آن متصل شده‌اند، است. بیمه دریایی به‌طور معمول بین کشتی‌ها و محموله‌ها تقسیم می‌شود. بیمه کشتی‌ها عموماً با عنوان «بدنه و ماشین‌آلات» شناخته می‌شود. پوشش محدودتری به نام "فقط از دست دادن کامل" (Total Loss Only - TLO) نیز وجود دارد که فقط زیان کامل کشتی را پوشش می‌دهد. پوشش بیمه ممکن است بر اساس «سفر» (برای حمل و نقل بین بنادر مشخص) یا «زمان» (معمولاً یک سال) باشد که حالت دوم رایج‌تر است. در سال ۲۰۲۰، منطقه نوردیک بزرگ‌ترین ارائه‌دهنده بیمه بدنه دریایی در جهان بود و چین و لویدز لندن در رتبه‌های بعدی قرار داشتند.